# Jang Su-jeong
Jang Su-jeong (Pusan, 13 marzo 1995) è una tennista sudcoreana.

## Carriera
Jang Su-jeong ha vinto 12 titoli in singolare e 17 titoli in doppio nel circuito ITF in carriera. Il 1 luglio 2022 ha raggiunto il best ranking mondiale nel singolare, nr 114; il 22 maggio 2023 ha raggiunto il miglior piazzamento mondiale nel doppio, nr 82.

## Circuito WTA 125

### Singolare

#### Vittorie (1)
| N. | Data          | Torneo              | Superficie  | Avversaria in finale | Punteggio     |
| 1. | 9 luglio 2022 | Nordea Open, Båstad | Terra rossa | Rebeka Masarova      | 3-6, 6-3, 6-1 |

#### Sconfitte (1)
| N. | Data             | Torneo                | Superficie | Avversaria in finale | Punteggio     |
| 1. | 26 novembre 2017 | Hawaii Open, Honolulu | Cemento    | Zhang Shuai          | 6-0, 2-6, 3-6 |

### Doppio

#### Vittorie (1)
| N. | Data           | Torneo             | Superficie | Compagna   | Avversarie in finale               | Punteggio        |
| 1. | 24 giugno 2023 | Veneto Open, Gaiba | Erba       | Han Na-lae | Weronika Falkowska Katarzyna Piter | 6-3, 3-6, [10-6] |

#### Sconfitte (2)
| N. | Data             | Torneo                           | Superficie  | Compagna   | Avversarie in finale           | Punteggio        |
| 1. | 20 novembre 2022 | WTA Argentina Open, Buenos Aires | Terra rossa | You Xiaodi | Irina Bara Sara Errani         | 1-6, 5-7         |
| 2. | 15 luglio 2023   | Nordea Open, Båstad              | Terra rossa | Eri Hozumi | Irina Chromačëva Panna Udvardy | 6-4, 3-6, [5-10] |

## Statistiche ITF

### Singolare

#### Vittorie (12)
| Torneo $100.000 (0) |
| Torneo $80.000 (0)  |
| Torneo $75.000 (0)  |
| Torneo $60.000 (2)  |
| Torneo $50.000 (0)  |
| Torneo $40.000 (0)  |
| Torneo $25.000 (5)  |
| Torneo $15.000 (5)  |
| Torneo $10.000 (0)  |

| N.  | Data             | Torneo                                            | Superficie  | Avversaria in finale | Score            |
| 1.  | 23 febbraio 2014 | City of Salisbury Tennis International, Salisbury | Cemento     | Wang Yafan           | 6-3, 7-6(6)      |
| 2.  | 9 marzo 2014     | Mildura Grand Tennis International, Mildura       | Erba        | Alison Bai           | 6-1, 6-3         |
| 3.  | 25 maggio 2014   | Karyizawa Yonex Open, Karuizawa                   | Erba        | Arina Rodionova      | 6-4, 6-3         |
| 4.  | 1º marzo 2015    | Clare Valley Tennis International, Clare          | Cemento     | Pia König            | 6-3, 6-3         |
| 5.  | 28 marzo 2015    | Chang ITF Pro Circuit, Bangkok                    | Cemento     | Miyabi Inoue         | 6-2, 6-4         |
| 6.  | 10 aprile 2016   | Kashiwa Open, Kashiwa                             | Cemento     | Wang Yafan           | 6-4, 1-6, 6-3    |
| 7.  | 28 luglio 2019   | ITF Pro Circuit SAT, Nonthaburi                   | Cemento     | Xun Fangying         | 6–1, 2–6, 6–4    |
| 8.  | 21 marzo 2021    | MTA Open Series, Adalia                           | Terra rossa | Mai Hontama          | 4-6, 6-3, 6-2    |
| 9.  | 22 agosto 2021   | Oldenzaal World Tennis Tour, Oldenzaal            | Terra rossa | Malene Helgø         | 6-3, 6-2         |
| 10. | 3 aprile 2022    | ACT Clay Court International, Canberra            | Terra rossa | Yuki Naito           | 6(3)-7, 6-1, 6-4 |
| 11. | 12 marzo 2023    | BeeTV Women's, Astana                             | Cemento (i) | Moyuka Uchijima      | 6-1, 6-4         |
| 12. | 2 aprile 2023    | Kofu Open Tennis, Kōfu                            | Cemento     | Han Na-lae           | 2-6, 6-3, 6-2    |

#### Sconfitte (19)
| Torneo $100.000 (0) |
| Torneo $80.000 (0)  |
| Torneo $75.000 (0)  |
| Torneo $60.000 (3)  |
| Torneo $50.000 (2)  |
| Torneo $40.000 (0)  |
| Torneo $25.000 (10) |
| Torneo $15.000 (2)  |
| Torneo $10.000 (2)  |

| N.  | Data             | Torneo                                                 | Superficie  | Avversaria in finale   | Score            |
| 1.  | 28 aprile 2012   | Andijan Womens, Andijan                                | Cemento     | Sabina Sharipova       | 2-6, 4-6         |
| 2.  | 15 luglio 2012   | ITF Women's Circuit Pattaya, Pattaya                   | Cemento     | Nungnadda Wannasuk     | 4–6, 6–4, 4–6    |
| 3.  | 8 marzo 2015     | Nyrstar Port Pirie International, Port Pirie           | Cemento     | Han Na-lae             | 6–3, 4–6, 2–6    |
| 4.  | 3 maggio 2015    | ITF Women's Circuit Nanning, Nanning                   | Cemento     | Hsieh Su-wei           | 2-6, 3-6         |
| 5.  | 24 maggio 2015   | Seoul Open Challenger, Seul                            | Cemento     | Riko Sawayanagi        | 4-6, 4-6         |
| 6.  | 30 agosto 2015   | Sekisho Challenge Open, Tsukuba                        | Cemento     | Lee Ya-hsuan           | 3-6, 3–6         |
| 7.  | 14 febbraio 2016 | Perth Tennis International, Perth                      | Cemento     | Jaimee Fourlis         | 4-6, 6-2, 6(1)-7 |
| 8.  | 12 giugno 2016   | Hashimoto Sogyo Tokyo Ariake International Open, Tokyo | Cemento     | Akiko Omae             | 2–6, 1–6         |
| 9.  | 2 ottobre 2016   | Nikoniko Iizuka JC CAP, Iizuka                         | Cemento     | Chang Kai-chen         | 3–6, 4–6         |
| 10. | 30 ottobre 2016  | Liuzhou International Challenger, Liuzhou              | Cemento     | Nina Stojanović        | 3-6, 4-6         |
| 11. | 9 aprile 2017    | Kashiwa Open, Kashiwa                                  | Cemento     | Mai Minokoshi          | 6–3, 2–6, 4–6    |
| 12. | 14 maggio 2017   | Fukuoka International Women's Cup, Fukuoka             | Sintetico   | Magdaléna Rybáriková   | 2-6, 3-6         |
| 13. | 25 agosto 2019   | Guiyang Open, Guiyang                                  | Cemento     | Aleksandrina Najdenova | 4-6, 2-6         |
| 14. | 7 marzo 2021     | Artengo Open Series, Adalia                            | Terra rossa | Nuria Brancaccio       | 5-7, 4-6         |
| 15. | 25 aprile 2021   | Oeiras Ladies Open, Oeiras                             | Terra rossa | Anhelina Kalinina      | 4-6, 6-4, 4-6    |
| 16. | 21 novembre 2021 | ASC BMW Women's World Tennis Tour, Naples              | Terra verde | Nefisa Berberović      | 5-7, 6-2, 5-7    |
| 17. | 30 ottobre 2022  | Tevlin Women's Challenger, Toronto                     | Cemento (i) | Robin Anderson         | 2-6, 4-6         |
| 18. | 9 aprile 2023    | Kashiwa Open, Kashiwa                                  | Cemento     | Nao Hibino             | 4-6, 3-6         |
| 19. | 23 giugno 2024   | Olomouc Open, Olomouc                                  | Terra rossa | Anna Bondár            | 3-6, 6(4)-7      |

### Doppio

#### Vittorie (17)
| Torneo $100.000 (2) |
| Torneo $80.000 (1)  |
| Torneo $75.000 (0)  |
| Torneo $60.000 (3)  |
| Torneo $50.000 (0)  |
| Torneo $40.000 (0)  |
| Torneo $25.000 (7)  |
| Torneo $15.000 (4)  |
| Torneo $10.000 (0)  |

| N.  | Data             | Torneo                                              | Superficie  | Compagna           | Avversarie in finale                            | Score               |
| 1.  | 30 marzo 2013    | Bundaberg Tennis International, Bundaberg           | Terra rossa | Lee So-ra          | Miki Miyamura Varatchaya Wongteanchai           | 7–6(4), 4–6, [10–8] |
| 2.  | 8 marzo 2014     | Mildura Grand Tennis International, Mildura         | Erba        | Lee So-ra          | Jessica Moore Aleksandrina Najdenova            | 6–1, 1–6, [10–4]    |
| 3.  | 27 marzo 2015    | Chang ITF Pro Circuit, Bangkok                      | Cemento     | Vojislava Lukić    | Chanel Simmonds Emily Webley-Smith              | 6-4, 6-4            |
| 4.  | 24 luglio 2015   | Zhengzhou Open, Zhengzhou                           | Cemento     | Han Na-lae         | Liu Chang Zhang Ling                            | 6–3, 6–0            |
| 5.  | 5 settembre 2015 | JPTA Noto International Women's Open Tennis, Noto   | Cemento     | Lee So-ra          | Chiaki Okadaue Kyōka Okamura                    | 6–3, 2–6, [10–8]    |
| 6.  | 8 aprile 2017    | Kashiwa Open, Kashiwa                               | Cemento     | Lee Ya-hsuan       | Han Na-lae Peangtarn Plipuech                   | 6–3, 3–6, [10–4]    |
| 7.  | 17 agosto 2019   | ITF WTT Huangshan, Huangshan                        | Cemento     | Kim Na-ri          | Eudice Chong Ye Qiuyu                           | 7-5, 6-1            |
| 8.  | 27 marzo 2021    | MTA Open Series, Adalia                             | Terra rossa | Sina Herrmann      | Anastasia Dețiuc Darja Viďmanová                | w/o                 |
| 9.  | 3 aprile 2021    | MTA Open Series, Adalia                             | Terra rossa | Lee So-ra          | María Paulina Pérez María José Portillo Ramírez | 6–2, 2–6, [10–7]    |
| 10. | 24 luglio 2021   | Baksheeva Cup, Kiev                                 | Cemento     | Bojana Marinković  | Ali Collins Andrea Gámiz                        | 3–6, 6–4, [10–7]    |
| 11. | 26 marzo 2022    | ACT Clay Court International, Canberra              | Terra rossa | Han Na-lae         | Yuki Naito Moyuka Uchijima                      | 3-6, 6-2, [10-5]    |
| 12. | 18 giugno 2022   | Ilkley Trophy, Ilkley                               | Erba        | Lizette Cabrera    | Naiktha Bains Maia Lumsden                      | 6(7)-7, 6-0, [11-9] |
| 13. | 29 ottobre 2022  | Tevlin Women's Challenger, Toronto                  | Cemento (i) | Michaela Bayerlová | Elysia Bolton Jamie Loeb                        | 6-3, 6-2            |
| 14. | 1º aprile 2023   | Kofu Open Tennis, Kōfu                              | Cemento     | Han Na-lae         | Georgina García Pérez Eri Hozumi                | 6-0, 6-4            |
| 15. | 6 maggio 2023    | Kangaroo Cup International Ladies Open Tennis, Gifu | Cemento     | Han Na-lae         | Lee Ya-hsuan Wu Fang-hsien                      | 7-6(3), 2-6, [10-8] |
| 16. | 28 aprile 2024   | Ando Securities Open, Tokyo                         | Cemento     | Kimberly Birrell   | Aleksandra Krunić Arina Rodionova               | 7-5, 3-6, [10-8]    |
| 17. | 11 gennaio 2025  | ITF World Tennis Tour Presented by SAT, Nonthaburi  | Cemento     | Zheng Wushuang     | Rutuja Bhosale Eudice Chong                     | 4-6, 6-0, [10-6]    |

#### Sconfitte (12)
| Torneo $100.000 (1) |
| Torneo $80.000 (0)  |
| Torneo $75.000 (0)  |
| Torneo $60.000 (2)  |
| Torneo $50.000 (0)  |
| Torneo $40.000 (1)  |
| Torneo $25.000 (3)  |
| Torneo $15.000 (2)  |
| Torneo $10.000 (3)  |

| N.  | Data              | Torneo                                                   | Superficie  | Compagna         | Avversarie in finale                    | Score               |
| 1.  | 1º settembre 2012 | ITF Women's Circuit Yeongwol, Contea di Yeongwol         | Cemento     | Han Na-lae       | Kim Sun-jung Yu Min-hwa                 | 3–6, 5–7            |
| 2.  | 15 giugno 2013    | ITF Gimcheon Women's Challenger Tennis, Gimcheon         | Cemento     | Riko Sawayanagi  | Kim Na-ri Lee Ye-ra                     | 3–6, 3–6            |
| 3.  | 22 giugno 2013    | ITF Gimcheon Women's Challenger Tennis, Gimcheon         | Cemento     | Riko Sawayanagi  | Kang Seo-kyung Kim Ji-young             | 5-7, 1–6            |
| 4.  | 22 febbraio 2014  | City of Salisbury Tennis International, Salisbury        | Cemento     | Lee So-ra        | Misa Eguchi Miki Miyamura               | 2-6, 1-6            |
| 5.  | 21 giugno 2014    | Lenzerheide Open, Lenzerheide                            | Terra rossa | Justyna Jegiołka | Louisa Chirico Sanaz Marand             | 3-6, 4-6            |
| 6.  | 24 aprile 2015    | ITF Women's Circuit Shenzhen, Shenzhen                   | Cemento     | Han Na-lae       | Noppawan Lertcheewakarn Lu Jiajing      | 4-6, 5-7            |
| 7.  | 19 febbraio 2016  | Perth Tennis International, Perth                        | Cemento     | Han Na-lae       | Tammi Patterson Katarzyna Piter         | 6-4, 2-6, [3-10]    |
| 8.  | 6 marzo 2021      | MTA Open Series, Adalia                                  | Terra rossa | Park So-hyun     | Jessie Aney Ingrid Gamarra Martins      | 2-6, 2-6            |
| 9.  | 31 luglio 2021    | Kozerki Open, Grodzisk Mazowiecki                        | Terra rossa | Lee Ya-hsuan     | Bárbara Gatica Rebeca Pereira           | 3–6, 1–6            |
| 10. | 14 agosto 2022    | Koser Jewelers Pro Circuit Tennis Challenge, Landisville | Cemento     | Han Na-lae       | Sophie Chang Anna Danilina              | 6-2, 6(4)-7, [9-11] |
| 11. | 4 marzo 2023      | BeeTV Women's, Astana                                    | Cemento (i) | Han Na-lae       | Anna Danilina Iryna Šymanovič           | 4-6, 7-6(8), [7-10] |
| 12. | 11 marzo 2023     | BeeTV Women's, Astana                                    | Cemento (i) | Han Na-lae       | Polina Kudermetova Anastasija Tichonova | 6-2, 3-6, [7-10]    |